# ナワシロイチゴ
ナワシロイチゴ（苗代苺、学名: Rubus parvifolius）とは、バラ科キイチゴ属に分類される植物の一種。別名アシクダシ、サツキイチゴ、ワセイチゴ、サオトメイチゴ、ウシイチゴ。

## 分布と生育環境
日本、朝鮮半島、中国などに分布。日本では北海道から九州までの各地に分布している最もポピュラーなキイチゴの種類である。日当たりのよい畑地や道路脇、土手などによく出現する雑草的低木である。名前に苗代とあるとおり、田んぼの畦などにも生えている。

## 形態・生態
落葉広葉樹の低木。半分は木立性で、もう半分は匍匐性となる。茎は木質化するが、つる状になって這い、他の草の上に覆い被さるように育つ。その茎から出る枝は短く立ち上がる。茎全体には小さな棘がある。葉は互生し、三出複葉、ときに5小葉からなる羽状複葉、あるいは繋がって三裂の場合もある。小葉は菱状円形から広卵形で、葉先は丸く、縁には粗い二重の鋸歯がある。葉の表は明るい黄緑で、葉脈がくぼむのでしわがあるように見える。葉裏は白い綿毛を密生する。
花期は5 - 7月。前年に伸びた茎から出た短く立ち上がる枝の先に、散房状に淡紅紫色の5弁花を上向きに数個つける。花は直径1.5 cmで、花弁は雄蕊に寄り添うように直立する。
果期は初夏（6 - 7月）で、苗代のころに赤い実が熟すため、この名がある。酸味の強い赤い果実で食用になる。
古くは琉球王国で「タカイチュビ」とされ他のキイチゴ(オオバライチゴ、リュウキュウイチゴ、ホウロクイチゴなど)とともに栽培され、現在首里城敷地内で展示されている。
- 低木だが、つる状の茎が他の草の上に這っているので草のような姿をしている
- 果実（伊吹山にて）

## 食用
熟した果実を摘み取って、生食したり、ジャムや果実酒に加工する。生のまま、ケーキやサラダの彩りとして使うことも出来る。

## 近縁種
- キビノナワシロイチゴ（吉備苗代苺、学名：Rubus yoshinoi）[7]